# Pico (prefixo)

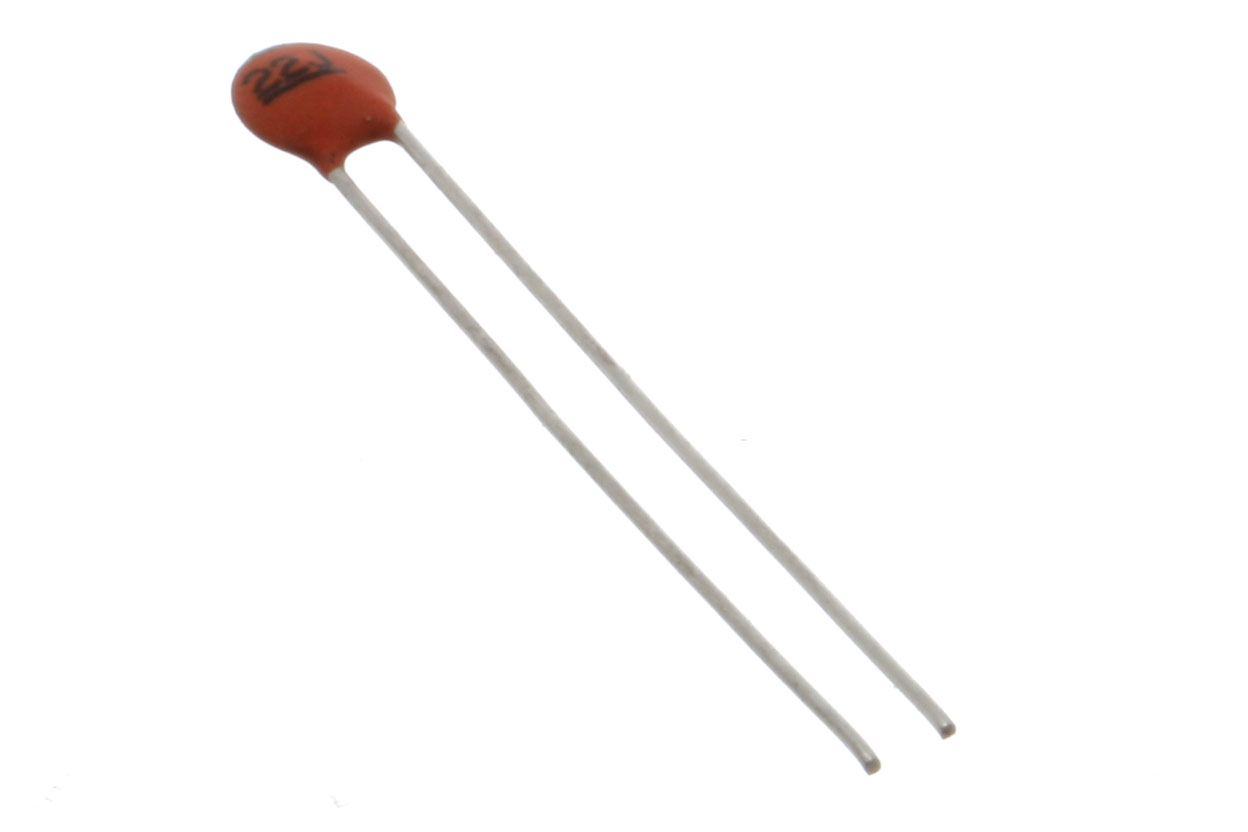
Um capacitor de 22 pF.

Pico, cujo símbolo é a letra p minúscula, é um prefixo do Sistema Internacional de Unidades que corresponde a um fator multiplicativo de 10-12 ou 0,000 000 000 001.